# Tjärhovsgatan

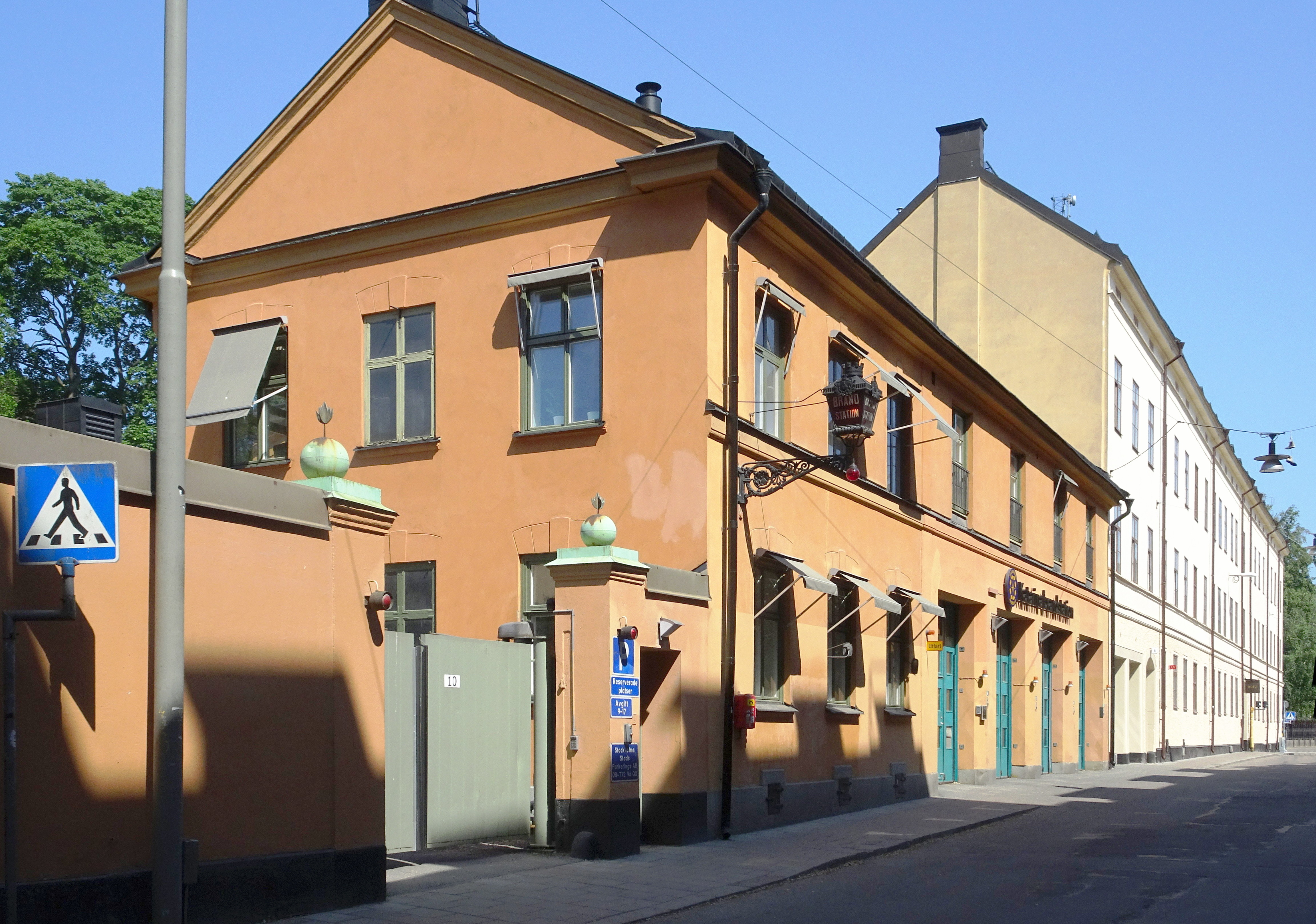
Katarina brandstation på Tjärhovsgatan. I bakgrunden syns Sifwertska kasernen.

Tjärhovsgatan är en gata inom stadsdelen Södermalm i Stockholm. Den sträcker sig från Götgatan vid Björns trädgård till Stigbergsparken/Folkungagatan 107. Gatan har haft samma namn sedan 1600-talet. 

## Historik
Namnet är känt sedan 1645 som Tiärehåffz gathun. Tjärhovsgatan var tidigare huvudgata österut från Götgatan, den sträckte sig tidigare ända bort mot Danvikstull men ersattes av Folkungagatan. Namnet härrör från det tjärhov som fanns på 1600-talet vid den numera igenlagda Tegelviken, dagens ankringsplats för Finlandsbåtar. Ett tjärhov är en lokal där man arbetar med tjära. Vattenhaltiga avsättningar från tjäran togs bort (vräktes) för sedan exporteras.

## Byggnader längs gatan
- I hörnet Tjärhovsgatan / Götgatan låg Stora Teatern (riven 1931).
- Nr 4: Restaurang och pub Kvarnen, samlingsplats för Hammarby IF Fotbolls supportrar.
- Nr 5: Minnestavla över Johan Vilhelm Snellman, 1806–1881, finsk publicist, filosof, författare och statsman.
- Nr 7: Sturen större 7, en kulturhistoriskt värdefull fastighet från 1700-talet.
- Nr 9-11: Katarina brandstation, huset uppfört 1783. Här utspelade sig TV-serien NileCity 105,6. Här ligger Katarina Brandmuseum.
- Nr 9-11: Sifwertska kasernen, uppfört 1780 som Lorentz Sifwerts bryggeri och bostad. Användes som kasern för Stadsvakten i Stockholm 1813–1875, numera ligger Nofo Hotel & Winebar här.
- Nr 13-17: Katarina norra skola, uppförd 1895 med klockförsedd gavelfronton, arkitekt A W Bergström.
- Nr 36: Törnquistska slaktargården, två låga trähus uppförda mellan 1727 och 1733, ombyggt 1841 i senempirestil för slaktare Gustaf George Törnquist. Här bodde Elin Wägner en tid.
- Nr 38 ingår i slaktargården ovan. Dess röda plank blev förlagan till planket i radiogruppen "Vårat gängs" framgångar i radio och senare på scen under 1940-talet. Här bodde Björn Wigardt, en av gängets frontgestalter, fram till sin död 26 november 1997.
- Nr 44: Svenska kapsylfabriken, färdigbyggt år 1900, som idag inhyser arbetskollektivet Kapsylen, varav Kafé 44 är en av 20 olika verksamheter.

## Bilder

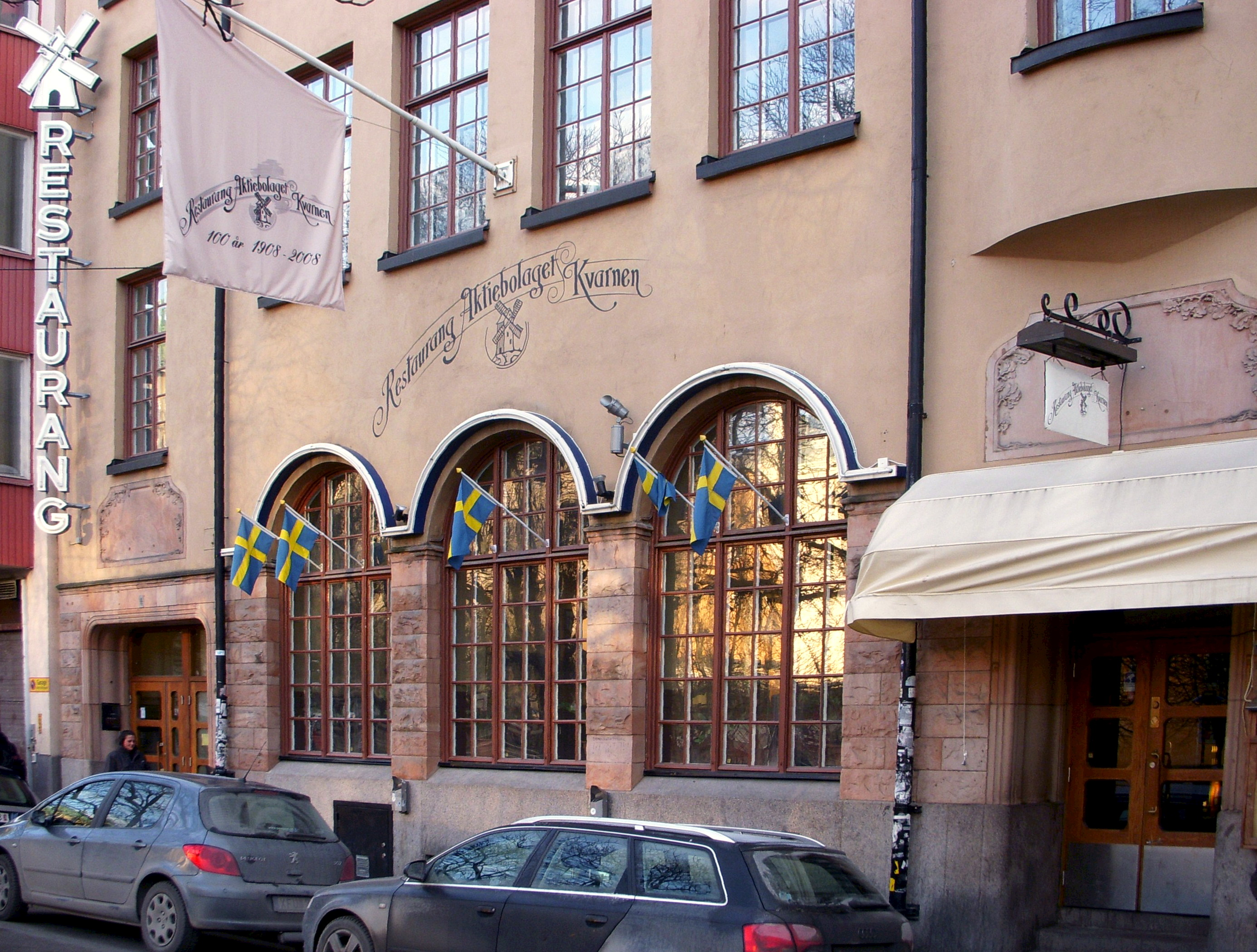
Restaurang Aktiebolaget Kvarnen.
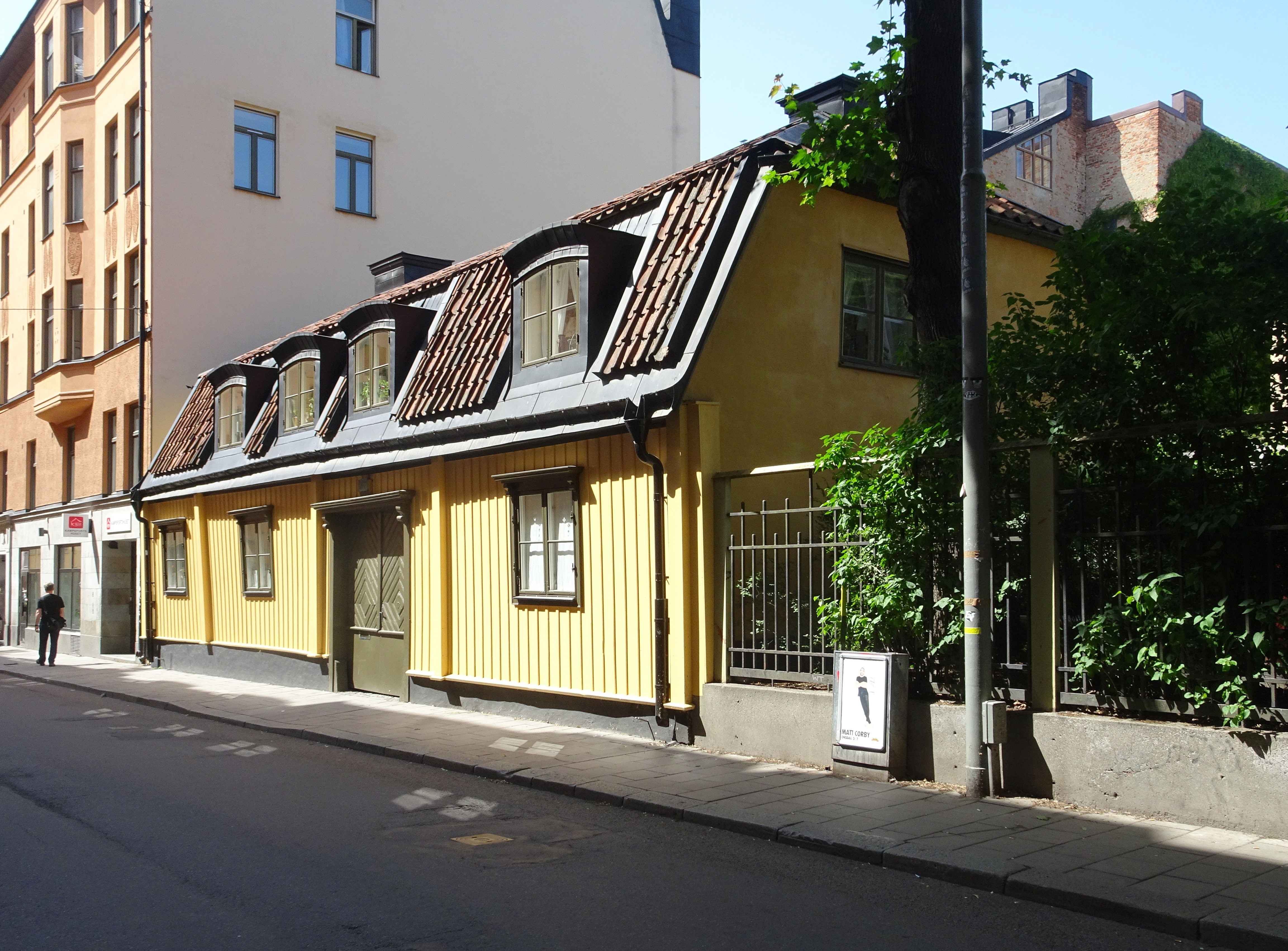
Tjärhovsgatan 7, timmerhus uppfört på tidig 1700-tal.
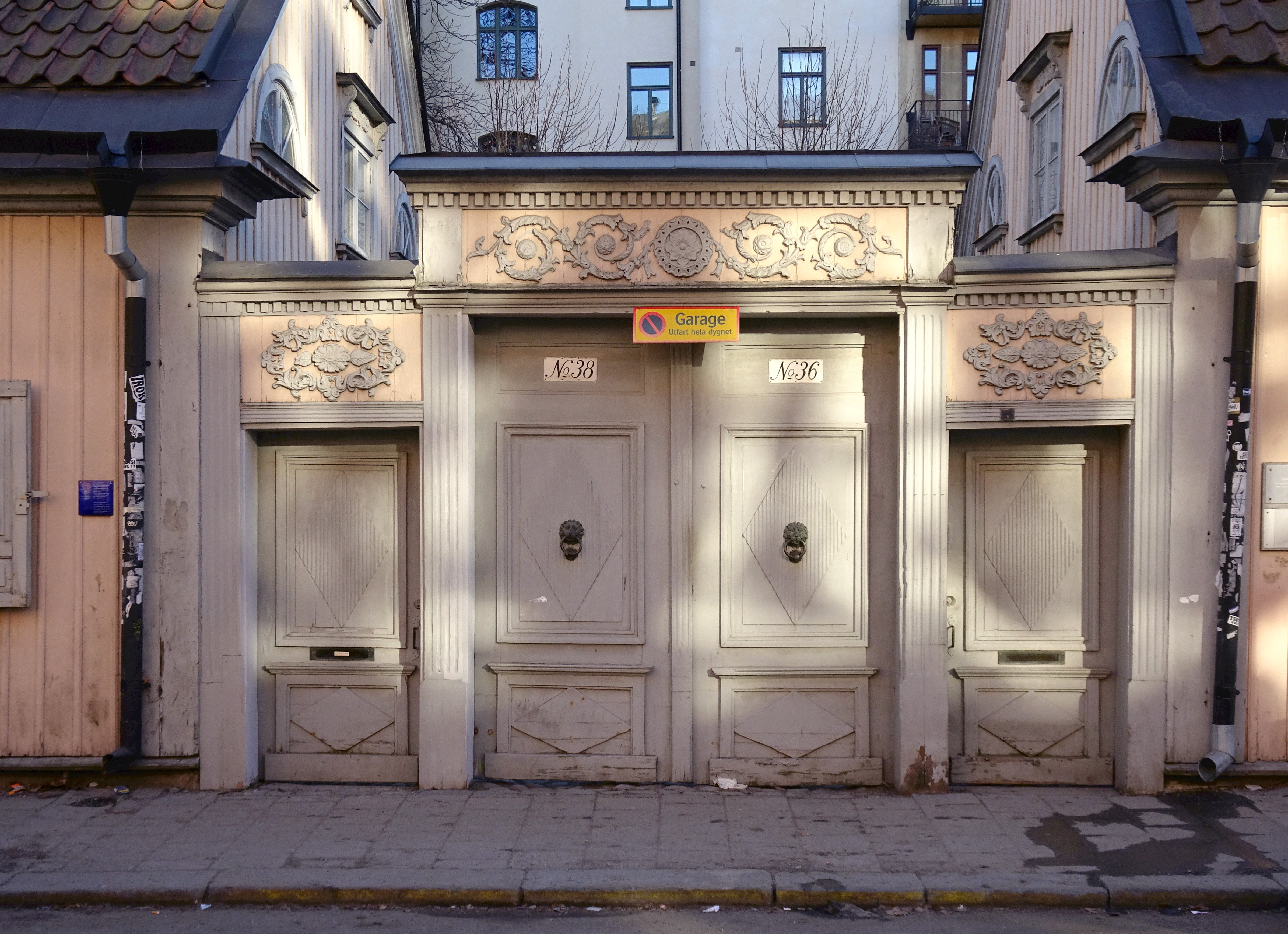
Törnquistska slaktargården, portik.
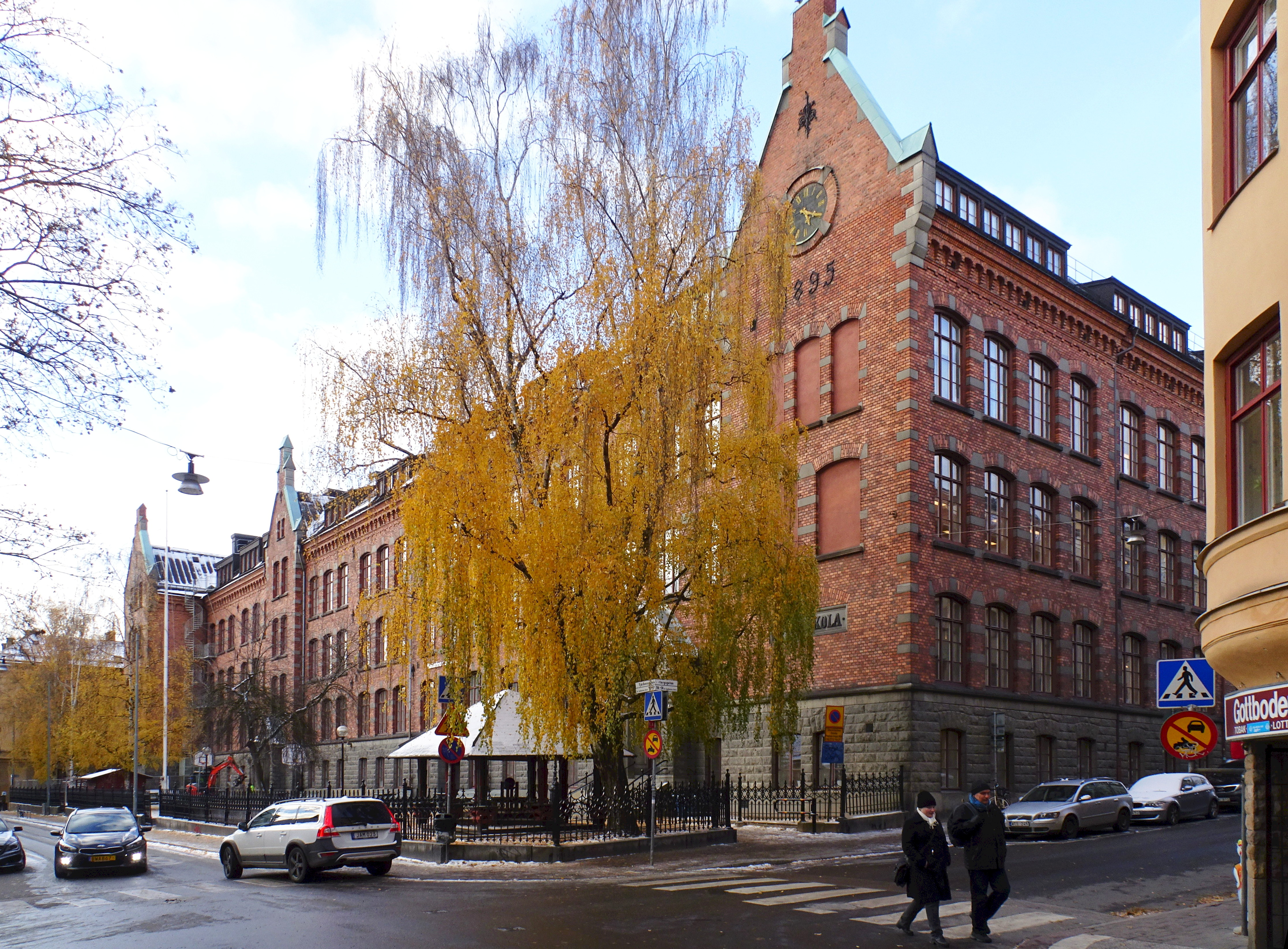
Katarina norra skola.
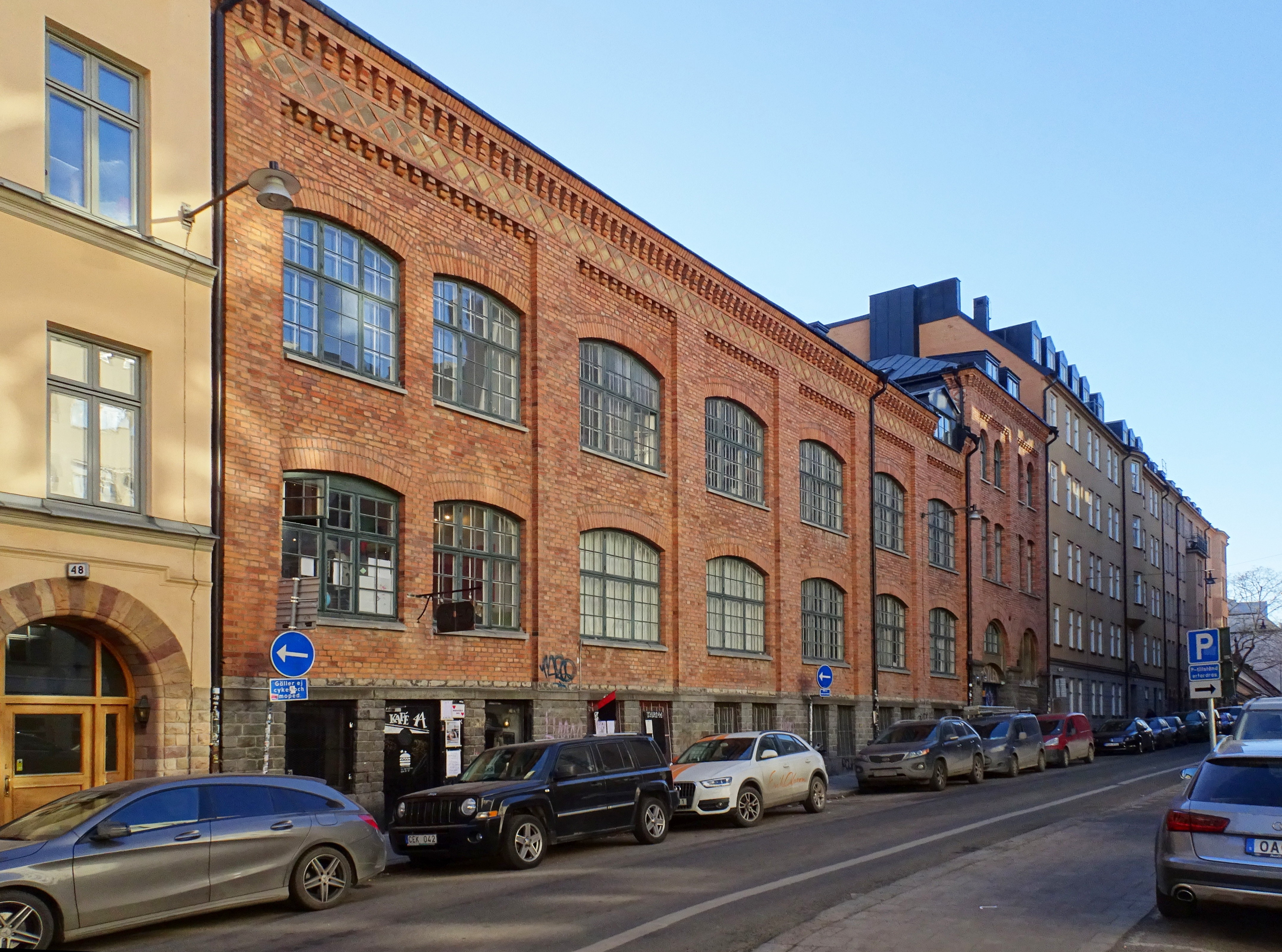
Svenska kapsylfabriken.